# Fiat 3000
Der Fiat 3000 war ein leichter italienischer Panzer aus der Zeit zwischen den beiden Weltkriegen.

## Beschreibung

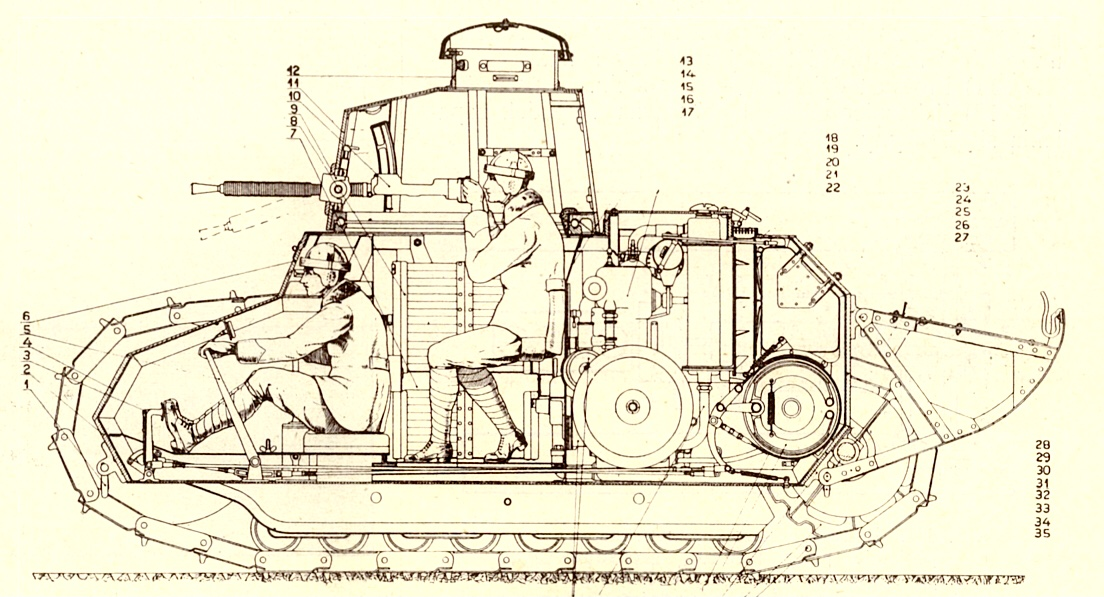
Fiat 3000

Bei dem Fiat 3000 handelt es sich um eine Variante des ab 1918 in Italien eingesetzten Renault FT. Die italienische Armee plante insgesamt 1.400 Einheiten des Fiat 3000 zu bauen, das Projekt wurde aber wegen des Kriegsendes gestoppt. Der erste Prototyp wurde 1920 fertiggestellt, die Serienproduktion des Modells A (L5/21) begann 1921. In dieser Version verfügte der Panzer im drehbaren Turm über zwei Maschinengewehre Kal. 6,5 mm, in der späteren, etwas schwereren Version B (L5/30) über eine 37-mm-Kanone und zwei 8-mm-MG. Insgesamt wurden für die italienische Armee etwa 150 Fiat 3000 produziert, von denen eine kleine Zahl noch 1940 in Dienst war. Weitere Panzer wurden exportiert, u. a. auch nach Äthiopien, wo sie 1935 und 1936 gegen ihre französischen Pendants zum Einsatz kamen.
Auch wenn die Wehrmacht das Fahrzeug nie in ihrem Bestand hatte, führte sie es dennoch in der Loseblattsammlung Kennblätter fremden Geräts unter der Bezeichnung Panzerkampfwagen Fiat 3000 B (i).